# Шуваловский карьер
Шува́ловский карье́р — затопленный карьер в Приморском районе Санкт-Петербурга. Образован на реке Каменке на участке между Орлово-Денисовским проспектом и Парашютной улицей.
Песчаные карьеры в этих местах заложили в 1920-х годах. Сначала песок в город доставляли гужевым транспортом, позднее проложили железную дорогу. В 1930 году на Шуваловском карьере, получившем название от соседнего Шувалова, работало около 100 человек.
После Великой Отечественной войны карьер бездействовал, хотя железнодорожные пути сохранились (один проходит вдоль улицы Академика Харитона, другой чуть южнее, ближе к Заповедной улице). К 1963 году карьер представлял собой несколько расположенных рядом водоёмов, разделённых перемычками. Постепенно они заполнялись водой. Возникновению способствовало сооружение в послевоенные годы плотины на реке Каменке. Она принадлежала местному сельхозпредприятию. Перепад уровня воды составлял около 2 метров. Сегодня плотина полуразрушена.
В 1970—1980-х годах предусматривалось «создание на реке Каменке пруда-водохранилища с подачей воды в летнее время в водоём в квартале 18б, а также регулирование русла реки с помощью насосной станции». Но эти планы не были реализованы.
Часть Шуваловского карьера юридически не входит в его границы. Это дало возможность частично карьер засыпать для строительства жилого квартала и окаймляющей его улицы Лидии Зверевой. Квартал с 2014 года строит группа «ЛСР». Около 1,8 гектара карьера вошло в состав земельного участка, на котором строится спортивный комплекс, но при этом засыпать его не планируется — здание возводят на берегу.